# 箬溪戰鬥
箬溪戰鬥是1926年9月26日至9月30日發生於中國贛北的一場國民革命軍北伐戰鬥。交戰的兩方，一方為國民革命軍，另一方則為蘇四師謝鴻勳。